# Gideon de Jong
Gideon de Jong, né le 13 octobre 1984 à Dordrecht, est un coureur cycliste néerlandais, qui court sur route et sur piste.

## Biographie
En 2002, Gideon de Jong obtient des résultats sur piste. Il décroche la médaille de bronze sur la course aux points aux championnats d'Europe et du monde juniors (moins de 19 ans). En mai 2003, il se classe troisième de l'américaine lors de la manche de la Coupe du monde à Sydney. 
En 2005, il commence à rouler sur route pour Eurogifts.com. Il remporte notamment l'Omloop van de Alblasserwaard (futur Arno Wallaard Memorial). Après deux ans dans cette équipe, il rejoint la formation continentale P3 Transfer-Fondas pour laquelle il court pendant deux ans. En 2009, il retourne chez les amateurs.

## Palmarès sur route
- 2005
  - Omloop van de Alblasserwaard
  - 3e étape du Ronde van Midden-Brabant
  - 2e du Ronde van Zuid-Holland

## Palmarès sur piste

### Championnats du monde
- Melbourne 2002 (juniors)
  -  Médaillé de bronze de la course aux points juniors

### Coupe du monde
- 2003
  - 3e de l'américaine à Sydney (avec Geert-Jan Jonkman)

### Championnats d'Europe
- Büttgen 2002 (juniors)
  -  Médaillé de bronze de la course aux points juniors

### Championnats des Pays-Bas
- 2003
  - 2e de l'américaine (avec Geert-Jan Jonkman)